# Valeria Cappellotto
Valeria Cappellotto (Noventa Vicentina, 28 januari 1970 – Marano Vicentino,  17 september 2015) was een professioneel wielrenster uit Italië. Ze vertegenwoordigde haar vaderland tweemaal bij de Olympische Spelen: in 1992 en 2000. Ze was de jongere zus van voormalig wereldkampioene Alessandra Cappellotto (1968).

## Erelijst
1990
- 2e in Italiaanse kampioenschappen, wegwedstrijd, Elite

1991
- 2e in Italiaanse kampioenschappen, wegwedstrijd, Elite

1992
- 3e in Italiaanse kampioenschappen, wegwedstrijd, Elite
- 17e in Olympische Spelen, wegwedstrijd, Elite

1995
- 1e in Trofeo Alfredo Binda-Comune di Cittiglio

1996
- 1e in Trofeo Alfredo Binda-Comune di Cittiglio

1997
- 3e in Italiaanse kampioenschappen, wegwedstrijd, Elite
- 1e in 3e etappe Giro d'Italia Donne

1998
- 1e in Eindklassement Giro della Toscana Int. Femminile

1999
- 1e in  Italiaanse kampioenschappen, wegwedstrijd, Elite

2000
- 31e in Olympische Spelen, wegwedstrijd, Elite